# Річард Воган

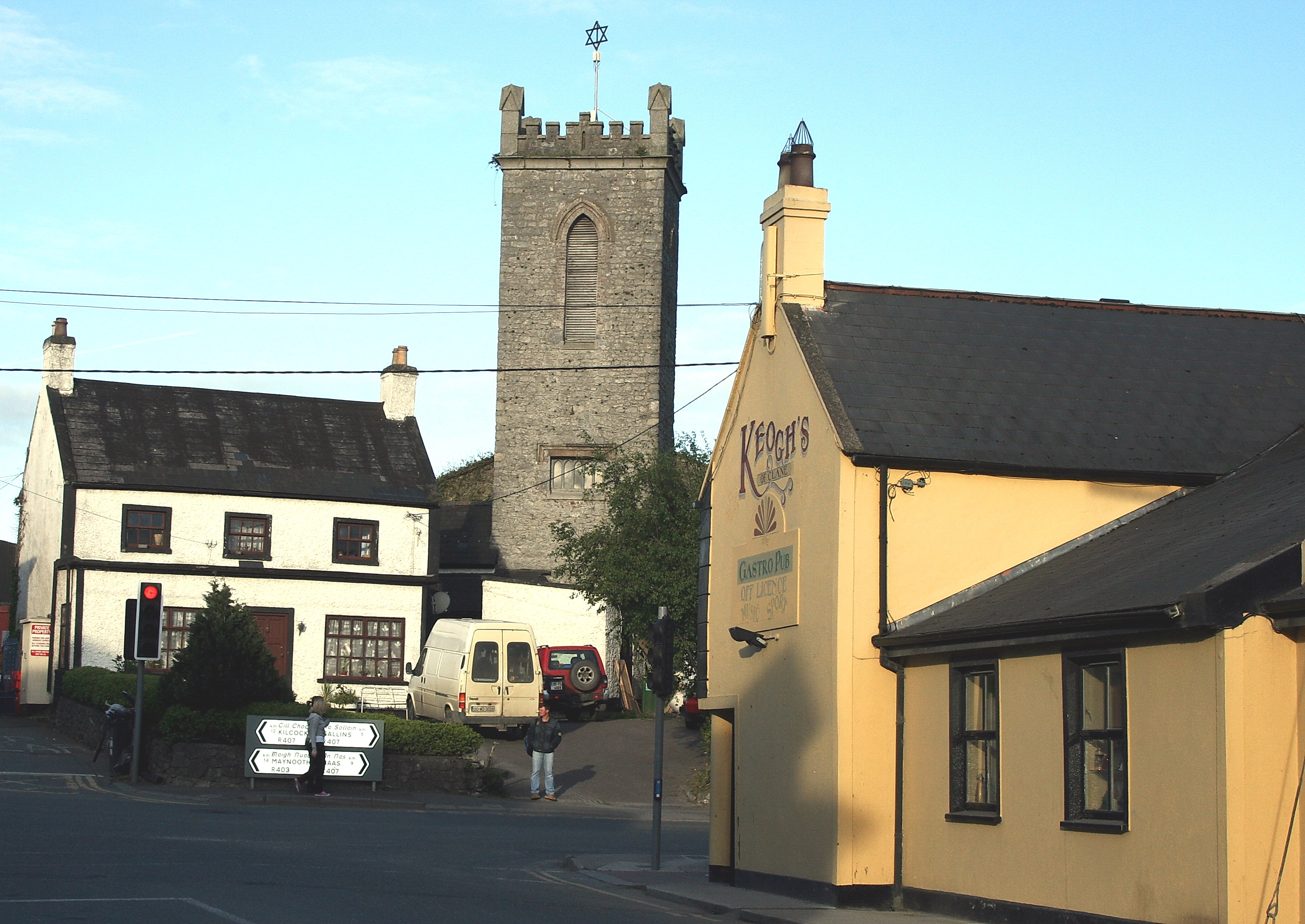
Місто Клейн – дідизна Воганів.

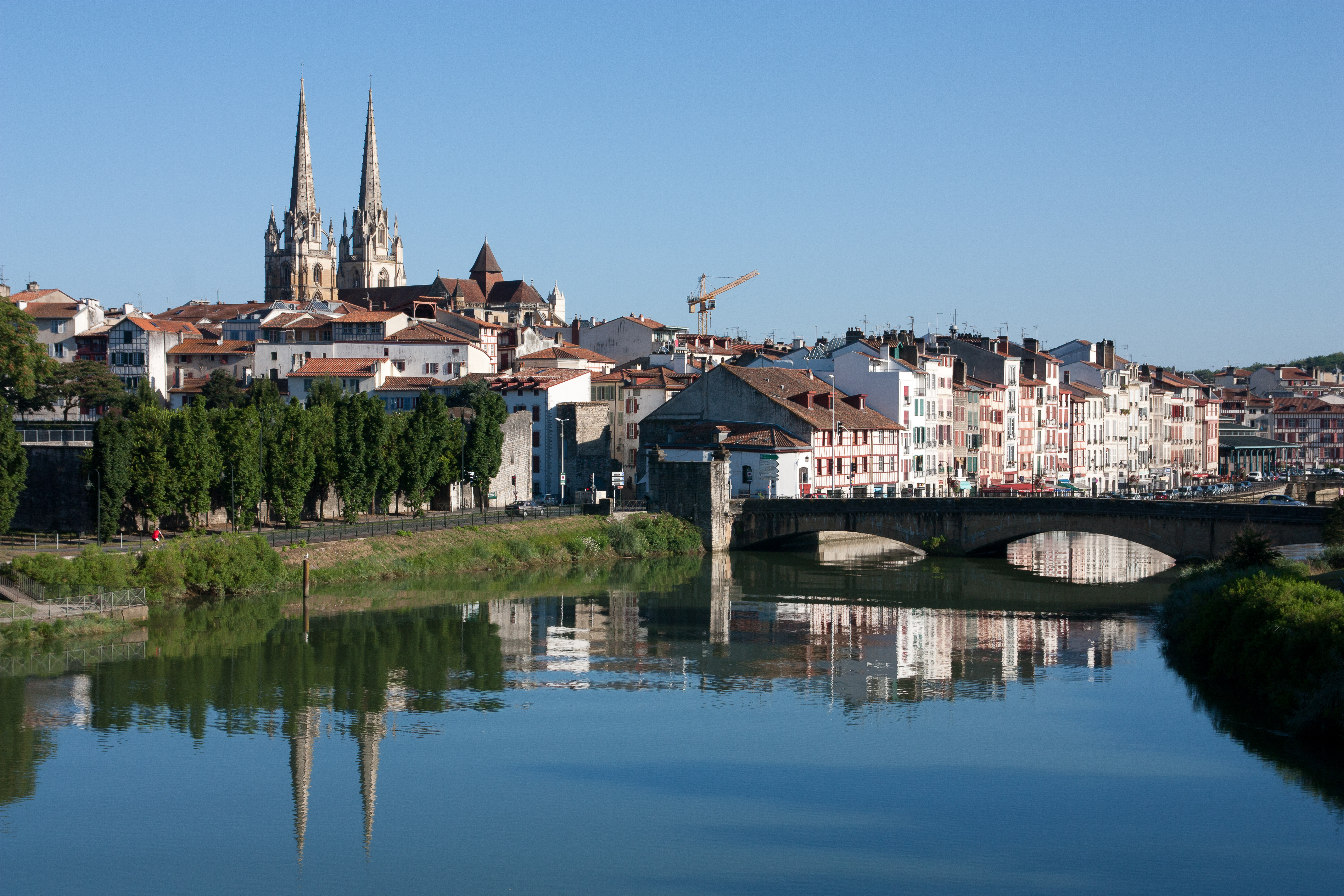
Місто Байонна (Франція).

Річард Воган (англ. - Richard Wogan) (помер після 1453 року) – ірландський політик, аристократ,  суддя, юрист, священик, церковний діяч, військовий діяч, лорд-канцлер Ірландії. 

## Життєпис

### Походження
Річард Воган народився в графстві Кілдер, Ірландія, в родині Воган із замку Раткоффі – в родині, що дала багатьох видатних ірландських діячів. Родина була валійсько-норманського походження. Прізвище Воган походить від валійського імені Гуган (вал. — Gwgan). Саме слово «Gwgan» перекладається з валійського як «насуплений». Спочатку родина Воган носила прізвище Пембрукшир. Предкі воганів з’явилися в Ірландії ще в ХІІ столітті, родичалися з ірландцями і поступово «ірландієзувалися». Джон Воган, юстиціарій Ірландії, помер у 1321 році, отримавши в 1317 році землі Раткоффі, Клейн та інші землі в графстві Кілдер. Його нащадки побудували замок Раткоффі. Точні родинні стосунки між Джоном Воганом і Річардом Воганом невідомі.

### Початок кар’єри
Річард був священнослужителем, але ніколи не займав високої посади в Церкві: у протоколі Собору він був описаний як «капелан». Він вперше згадується як посадовець корони в Ірландії в 1441 році та обіймав посаду лорд-канцлера Ірландії, ймовірно, між 1442 і 1449 роками (хоча, як зазвичай, у цей період точні дати суперечливі).

### Лорд-канцлер Ірландії
Його перебування на посаді лорда-канцлера було відзначене конфліктами внаслідок запеклої ворожнечі між фракціями Батлера та Телбота, які домінували в ірландській політиці більше двох десятиліть. Майже всі високопоставлені ірландські чиновники Корони були змушені оголосити про свою відданість тій чи іншій стороні, і Воган вирішив підтримати фракцію Телбота, очолювану Джоном Телботом, І графом Шрусбері та його грізним братом Річардом Телботом, архієпископом Дубліна. У результаті Батлер – граф Ормонд звинуватив його в державній зраді та ряді інших правопорушень, включаючи приховування Великої Державної Печатки Ірландії, невнесення актів Таємної Ради Ірландії та ігнорування виклику з’явитися перед Таємною Радою. Ці звинувачення були висунуті в основному Джеймсом Батлером, IV графом Ормонд, головою клану Батлерів. 
У 1442 році Річарда Вогана звинуватили в тому, що він «нечестиво і без дозволу покинув Ірландію». Насправді він поїхав до Англії виступати на свій власний захист. Він стверджував, що звинувачення у «державній зраді» означало лише те, що він намагався виконати накази короля, але що жоден з інших офіцерів короля не наважився підтримати його проти Батлерів. Його захист був прийнятий, і він двічі отримав королівське помилування за всі ймовірні злочини, скоєні ним під час перебування в Ірландії. Очевидно, він хотів залишатися на посаді якомога довше, але, як це не дивно, попросив призначити заступника, який би діяв замість нього, оскільки він визнав, що «я не можу винести тяжкої світлості графа Ормонд». Незважаючи на те, що з часом вона зникла, ворожнеча на піку була настільки сильною, що досягла рівня особистої ненависті.

### Воїн
Річард Воган був незвичайною людиною серед осіб, які обіймали посаду лорд-канцлера Ірландії, оскільки був військовим, який брав участь в англійській обороні Байонни в 1451 році. У 1453 році він брав участь у приватній війні проти своєї двоюрідної сестри Анни Юстас, спадкоємиці іншої гілки родини Воган, і використав свої війська, щоб повернути собі замок Раткоффі, який Анна окупувала.
Петиція Анни Юстас та її другого чоловіка сера Роберта Даудола до Таємної Ради Ірландії щодо спадщини Воганів, датована лютим 1459 року, свідчить про те, що Річард помер десь між 1453 і 1458 роками.